# 月牙泉镇
月牙泉镇，是中华人民共和国甘肃省酒泉市敦煌市下辖的其中一个乡镇级行政单位。

## 行政区划
月牙泉镇下辖以下地区：
杨家桥村、合水村、月牙泉村、鸣山村、中渠村和兰州村。